# Рондела

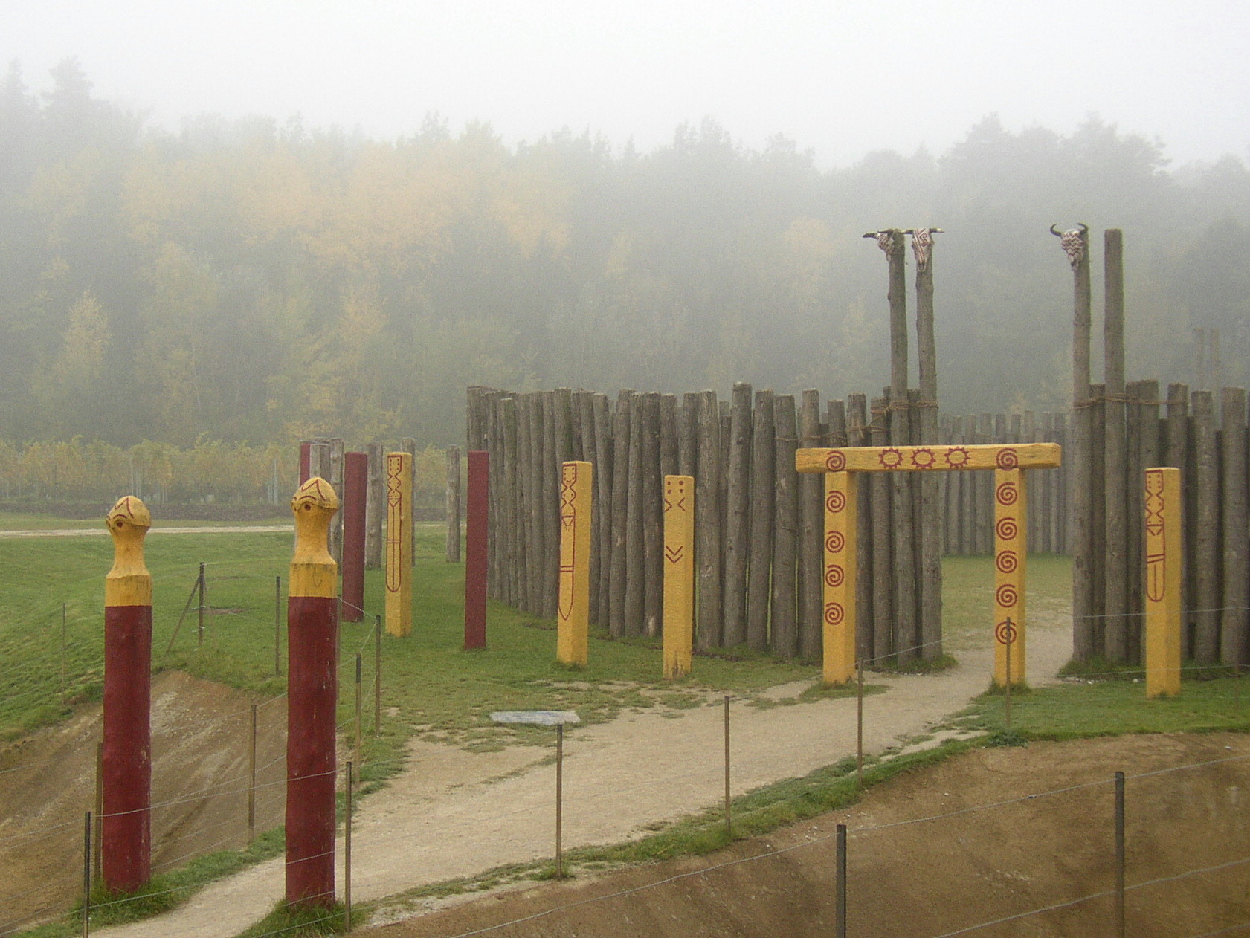
Реконструкция круглых канав у Хельденберга, Нижняя Австрия

Рондела (кольцевая канава) — доисторическое земляное сооружение, как правило, эпохи мезолита и раннего неолита, характерное преимущественно для Центральной Европы. Область их распространения целиком совпадает с распространением культуры линейно-ленточной керамики и позднейших культур, происходящих от неё. Позднее сходные сооружения также строила культура воронковидных кубков.
В плане представляет собой круг или эллипс. Аналогичные сооружения на территории Великобритании называют хенджами.
Если по окружности сооружения расставлены менгиры (каменные глыбы, валуны, стелы), то принято говорить о кромлехе.

## Доисторическая Европа
Примерами рондел могут служить Голоринг и Гозекский круг, расположенные в Германии. Всего в Центральной Европе (Германии, Австрии, Словакии, Чехии) археологам известно полторы сотни подобных сооружений.
Диаметр рондел варьируется от 20 до 130 метров, все они относятся к 5 тысячелетию до н. э. В их окрестностях обнаружены орудия, кости и некоторые другие артефакты. Крупнейшее из подобных сооружений обнаружено в Лейпциге в 1990-е годы, и ещё одно — у посёлка Айтра рядом с Лейпцигом. По находкам в контексте круглых канав и связанных с ними поселений с характерной чертой — длинными домами — предполагается, что они непрерывно использовались в течение примерно 200 лет примерно до 4600 гг. до н. э.
Строители рондел обычно связываются с культурой линейно-ленточной керамики и производных от неё. По-видимому, они жили в общинных длинных домах и занимались разведением скота: крупного рогатого, овец, коз и свиней. Предполагается, что строители кольцевых канав мигрировали в Западную Европу в 6-м тысячелетии до н. э. с равнин Дуная (ныне Венгрия и Сербия). Они изготавливали орудия из дерева, камней и костей, а также делали керамику.

## Доколумбова Америка
Аналогичные сооружения, известные как «круги совета», обнаружены археологами при раскопках поселений XV—XVII вв. н. э. племени уичита — когда-то одного из крупнейших племён Северной Америки. Данные сооружения располагались в центре поселений; практически все артефакты неместного происхождения были обнаружены внутри данных кругов.